# Edra Paturi
 (septembre 2012).
Si vous disposez d'ouvrages ou d'articles de référence ou si vous connaissez des sites web de qualité traitant du thème abordé ici, merci de compléter l'article en donnant les références utiles à sa vérifiabilité et en les liant à la section « Notes et références ».
L’Edra Paturi est un hydravion.

## EdraPetrel
En 1990, Edra Aeronautica achète en France une licence de fabrication du SMAN Petrel. Les premiers Edra Petrel sortent d’usine en 1991 et se distinguent des SMAN Petrel par quelques modifications importantes : cabine fermée, aile en flèche nécessitant une modification de la mâture d’entreplan, montage d’un moteur Rotax 912 de 80 chevaux entraînant une hélice à pas ajustable au sol. 169 exemplaires sont vendus au Brésil, mais aussi aux États-Unis, au Canada, en Espagne, en Afrique du Sud, etc.

## EdraPaturi
La SMAN étant mise en liquidation, Edra Aeronautica, qui dispose d’un confortable carnet de commandes, achète en 1996 la propriété industrielle de l’hydravion SMAN Petrel. De nouvelles modifications sont alors apportées au modèle produit au Brésil pour le rendre plus confortable et accroître la capacité d’emport : fuselage allongé, coque redessinée pour de meilleures performances marines, etc. et moteur Rotax 912S de 100 ch entraînant une hélice à pas variable. Devenu Edra Paturi, cette nouvelle version du Petrel apparaît en 1998.

### Caractéristiques
- Envergure : 8,25 m
- longueur : 6,47 m
- hauteur : 2,26 m
- surface alaire: 16 m2
- masse à vide équipé : 240 kg
- masse totale en charge 360 kg
- 1 moteur Rotax 912S de 100 ch
- vitesse maximale : 176 km/h
- vitesse de croisière : 160 km/h
- vitesse de décrochage : 65 km/h
- taux de montée initial : 3,3 m/s
- plafond pratique : 3 050 m
- distance de décollage : 150 m (terrestre)/200 m (hydravion)
- distance d'atterrissage : 150 m (terrestre)/200 m (hydravion)
- autonomie 3 h (avec réservoir standard de 56 litres)/6 h (112 litres de carburant avec réservoirs auxiliaires).

## AACSeaStar
Adaptation de l'Edra Paturi pour le marché nord-américain et tout particulièrement canadien : réaménagement du cockpit pour tenir compte de la taille des pilotes, coque partiellement redessinée, dispositif de récupération d’urgence, un parachute logé dans la nacelle du moteur pouvant être déployé en cas de panne. L'AAC SeaStar est commercialisé en kit par Amphibian Airplanes of Canada (AAC), entreprise créée en 1998 par Hans Schaer à Squamish en Colombie-Britannique.

## EdraSuper Petrel
En 2001 Edra Aeronautica confie à Prolazer Ultraleves la modernisation du modèle Petrel de base. Le Super Petrel, hydravion léger biplace, effectue son premier vol en août 2002. Cet appareil proposé avec ou sans poste fermé, est identifiable par ses ailes sans flèche coiffées par des winglets.

### Caractéristiques
- Envergure: 8,9 m
- longueur: 5,97 m
- hauteur : 2,26 m
- surface alaire : 15 m2
- masse à vide équipé : 290/315/315 kg
- masse maximale autorisée : 520/600/600 kg
- 1 moteur Rotax 582 de 65 ch/912 de 80 ch/912S de 100 ch
- vitesse maximale : 160/170/175 km/h
- vitesse de croisière : 135/155/165 km/h
- vitesse de décrochage : 53/56/56 km/h
- taux de montée initial : 3,3/4,3/5,0 m/s
- plafond pratique : 3 050 m
- distance de décollage : 150/100/80 m (terrestre), 200/150/120 m (hydravion)
- distance d'atterrissage : 120/120/120 m (terrestre), 100/100/100 m (hydravion)
- autonomie 4 h/5 h 20/4 h 45.

## Confusions courantes
Edra Petrel, Super Petrel et Paturi sont commercialisés par un réseau de revendeurs, parfois anciens licenciés de la SMAN, qui proposent l’hydravion brésilien soit en kit soit monté, prêt à prendre l’air, sous les appellations différentes : ainsi en Pologne et dans les pays baltes le Super Petrel devient Seabird SP100. Pour ajouter à la confusion, l’AAC SeaStar ne doit pas être confondu avec le Seastar Aircraft Seastar, un autre hydravion léger réalisé en matériaux composites.

### Aéronef comparable
- Splash-In Aviation Petrel-X